# La Belle de nuit (film)
Pour les articles homonymes, voir Belle de nuit.
Pour plus de détails, voir Fiche technique et Distribution.
La Belle de nuit est un film français de Louis Valray, sorti en 1934, et adapté de la pièce éponyme de Pierre Wolff.

## Synopsis
Un amant trompé se venge en concluant un pacte avec une prostituée.

## Fiche technique
- Titre : La Belle de nuit
- Réalisation : Louis Valray
- Scénario : Arnold Lipp, d'après la pièce éponyme de Pierre Wolff
- Photographie : Marc Bujard
- Décors : Jean Laffitte
- Musique : Hans May
- Société de production : Metropa Films
- Pays d'origine :  France
- Format : Noir et blanc - 35 mm - 1,37:1
- Genre : drame
- Durée : 87 minutes
- Date de sortie : 
  - France : 3 mars 1934

## Distribution
- Véra Korène : Maryse / Maïthé
- Aimé Clariond : Claude Davène
- Jacques Dumesnil : Jean Fournier
- Paul Bernard : Pierre
- Frédéric Mariotti
- Germaine Brière : Fernande
- Marguerite Mérentié[1] : Clara
- Nizza Myris[2]
- Nicole Martel : l'institutrice
- Andreals
- Marcelle Barry
- Fanny Lacroix